# Großer Hafner
Der Große Hafner ist ein 3076 m ü. A. hoher, leicht vergletscherter Berg in der Ankogelgruppe an der Grenze zwischen Kärnten und Salzburg. Er ist die höchste Erhebung des Lungaus sowie der Hafnergruppe zwischen Katschtal (oberstes Liesertal), Maltatal und Murtal, jener Untergruppe der Ankogelgruppe, in der sich die östlichsten Dreitausender der Alpen befinden. Die Nordflanke des Großen Hafners ist seit 1991 größtenteils Teil des Nationalparks Hohe Tauern.

## Beschreibung

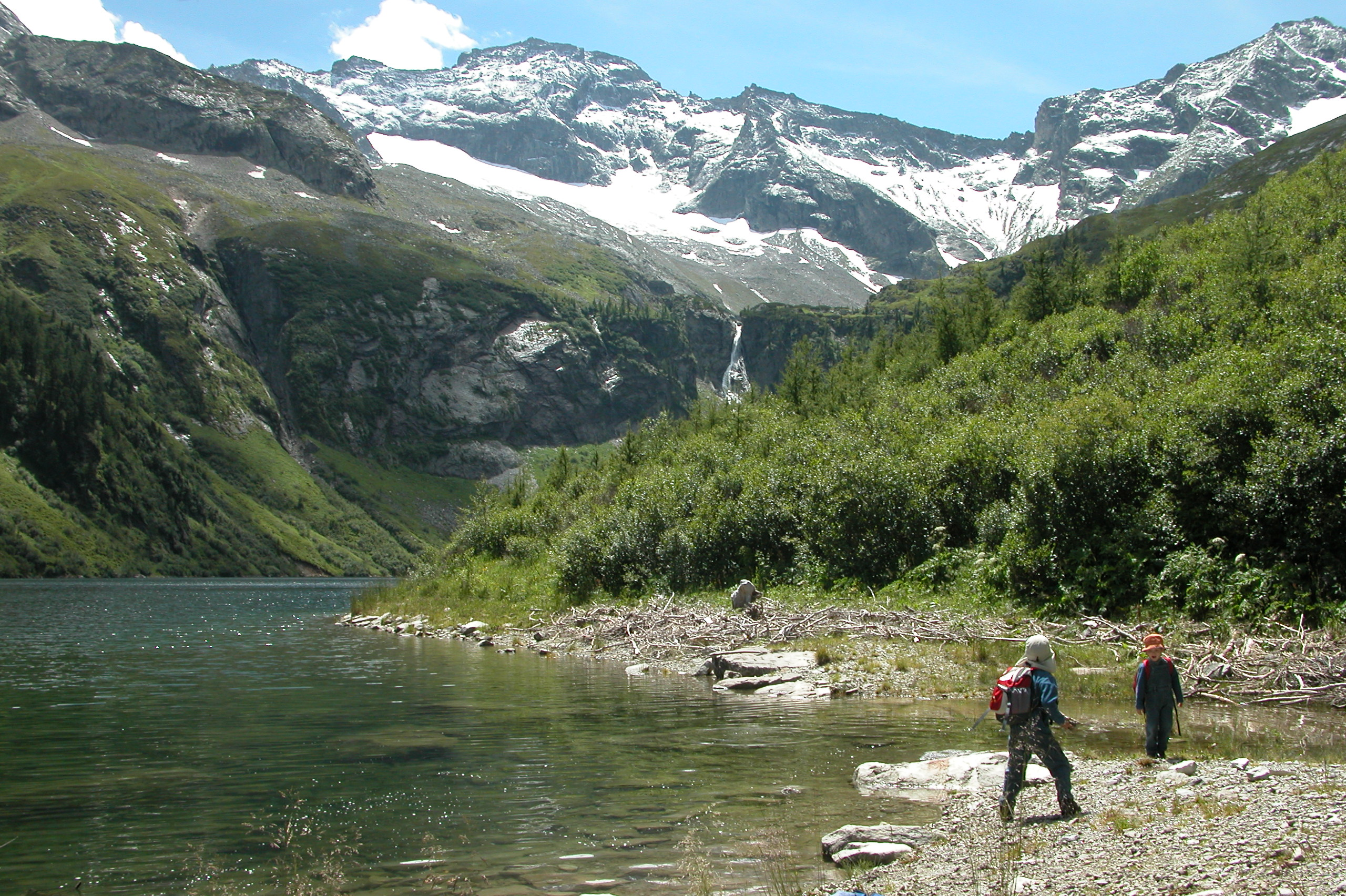
Großer Hafner von Nordosten (Unterer Rotgüldensee) mit Nordwand und Rotgüldenkees

Der Hauptgipfel bildet mit seinem Vorgipfel „Kleiner Hafner“ oder „Lanischhafner“ (3018 m) sowie dem östlich anschließenden Malteiner Sonnblick (3030 m), Kleinem (2992 m) und Mittleren Sonnblick (3000 m) eine steile Wasserscheide zwischen den hier nah benachbarten Tälern der oberen Lieser und der tief eingeschnittenen Malta. Der Hafner selbst befindet sich an der Landesgrenze Kärnten-Salzburg, wo die Einzugsgebiete der zwei Drau-Nebenflüsse (Lieser, Malta) und der Mur zusammenstoßen. Nur 3 km nordwestlich kommt an der Nordflanke der Kölnbreinspitze (2934 m) auch noch jenes der Salzach hinzu, die die Alpen nur im Oberlauf nach Osten, dann jedoch nach Norden durchquert.
Wegen dieser Besonderheit verläuft der Alpenhauptkamm hier zwar schroff, aber in relativ einheitlicher Höhe um die 3000 m, und seine Übergänge liegen nur wenig tiefer: beispielsweise in der Wastlkar-Scharte (2720 m), wo ein Weitwanderweg die Hohen Tauern quert, oder im Karschneideck (2972 m). Die Region ist ein interessantes Studienobjekt der Landformenkunde und wegen ihrer wasserreichen Kare und vielen Hochgebirgsseen auch der Hydrologie und Energiewirtschaft. Die Gletscher sind allerdings relativ klein, im Gegensatz zur nahen Ankogel- und Hochalmspitze (3360 m): die Eisflächen von Wastelkar-, Lanisch- und Rotgülden-Kees messen kaum 0,5 km², sind aber von weiten Karen umgeben. An ihrem Fuß liegen im Osten u. a. die flachen Lanischseen, im Norden die zwei zauberhaften Rotgüldenseen.
Die Hafnergruppe wird von den folgenden Gebirgsketten umgeben:
- im Südwesten die Ankogelgruppe (höchster Gipfel Hochalmspitze 3360 m, deren riesiger Gletscher am Nachmittag das Sonnenlicht fast „herüberspiegelt“)
- im Süden die Kreuzeck-Reißeckgruppe (2965 m) Oberkärntens
- im Osten – etwas weiter entfernt – die sanften Gurktaler Alpen
- und im Nordosten die Radstädter Tauern, unter deren dicht gedrängten Gipfeln (aber 1300 m tiefer) der nördliche der zwei Tauerntunnel der Autobahn verläuft.

## Anstiege

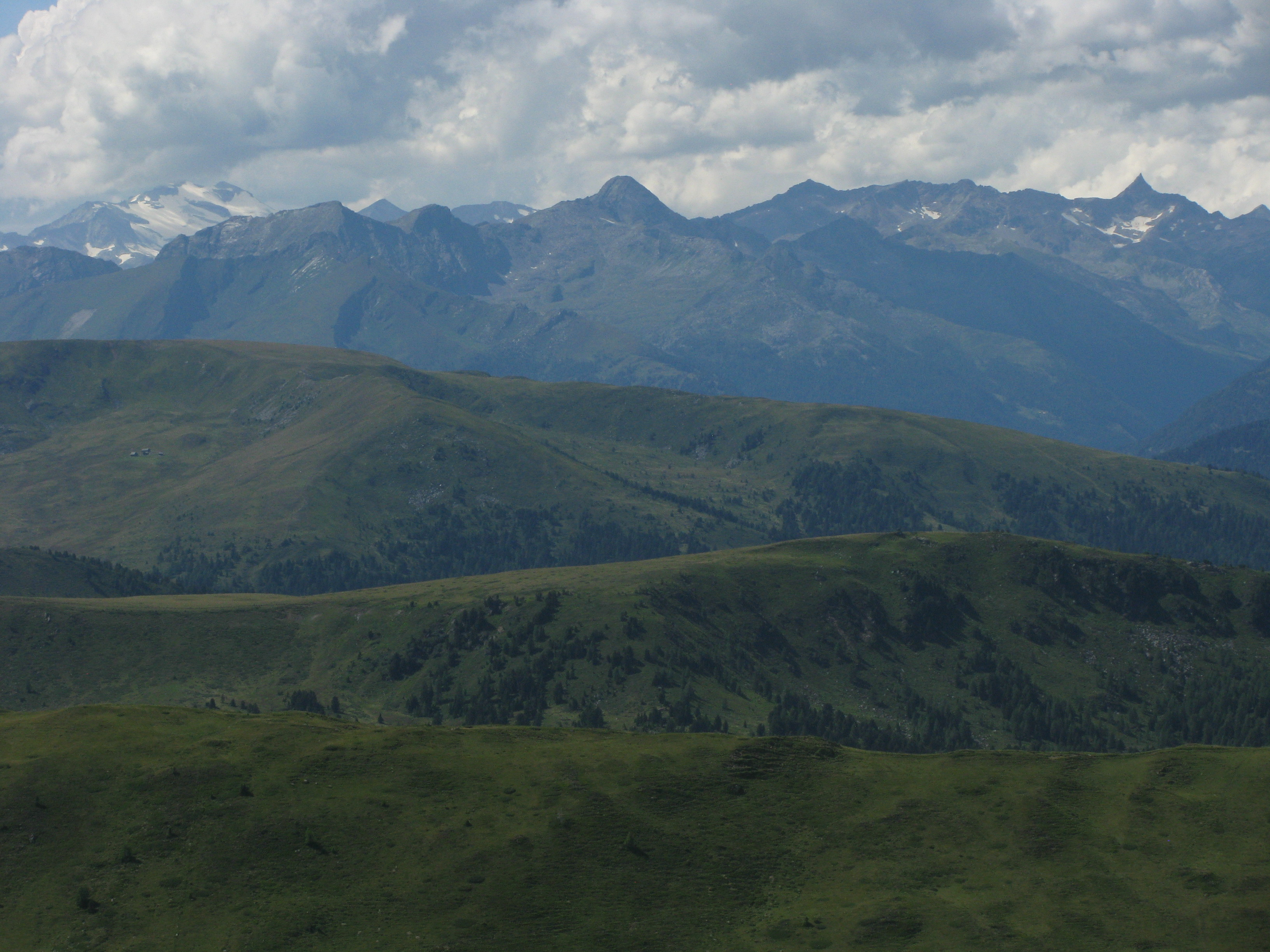
Beilförmige Ansicht des Gipfelgrats des Großen Hafners (rechts) von Osten

Der Große Hafner wird üblicherweise von Süden (Maltatal, Kölnbreinsperre) bestiegen, von wo man nach etwa 3 Stunden zur Kattowitzer Hütte (2319 m) gelangt, die am Südabhang seines hier schildartig erscheinenden Hauptkamms liegt. Nach weiteren 200 Höhenmetern teilt sich der Weg im Ochsenkar zum Hafner bzw. östlich zur Lanisch-Scharte und den gleichnamigen Lanischseen. Auf der Marschneid zweigt dann die alpine, markierte Route auf den Gipfel ab und führt über den Grat teils ausgesetzt zum Gipfelkreuz. Trittsicherheit, Schwindelfreiheit und alpine Erfahrung sind erforderlich.
Der Aufstieg von Norden (via Rotgüldenseehütte) ist ebenfalls auf markiertem Steig möglich. Dieser führt von der Hütte am Unteren und Oberen Rotgüldendsee vorbei steil hinauf über die Wastlkarscharte und weiter zur Marschneid, wo der weitere Aufstieg wie auf der Südroute verläuft.
Kletterern vorbehalten ist dagegen der direkte Aufstieg von Norden über den Steilhang mit den sprechenden Namen „Wildes Wagendrischl-Kar“. Der Ost-West-Grat ist stellenweise äußerst zackig mit Hangneigungen bis über 60°. Von Osten (Katschberg-Pass und Tauernautobahn bei Rennweg) bietet sich – dem Oberlauf der Lieser folgend – eine zwar 15 km lange, aber landschaftlich reizvolle Wanderung durch die Almböden des Pöllatals an, die am Lieserfall und den beiden Lanischseen vorbeiführt. Für den nicht leichten Anstieg vom Seekar zum Lanischkees wird man aber nahe am Grat für einen Blick zum Hauptgipfel belohnt, der von der Schmalseite – seitlich der Südwand – wie ein scharfes Beil aussieht.

## Geologie
Der Hafner und seine benachbarten Gipfel, die zur Hafnergruppe zusammengefasst werden, bestehen großteils aus Schiefern und gneisartigen Gesteinen. Die Gebirgskette hat eine Länge von etwa 20 Kilometern und stellt den Ostrand des sogenannten Tauernfensters dar, wo Gesteine aus tektonisch tiefer liegenden Einheiten, dem Penninikum, ans Tageslicht kommen.